# 福音書
福音書（ふくいんしょ、ギリシア語: Εὐαγγέλιον, ラテン語・ドイツ語: Evangelium, 英語: Gospel）は、キリスト教の聖典の核心である、イエス・キリストの言行録である。通常は新約聖書におさめられた福音書記者による四つの福音書（マタイによる福音書、マルコによる福音書、ルカによる福音書、ヨハネによる福音書）を意味する。その他にトマスによる福音書などがあるが、それらは正典として認められなかった外典文書である。
日本正教会では福音経（ふくいんけい）とも呼ばれる。これは福音書を、奉神礼において詠まれる祈祷書（経典）の一つでもあると捉える考えに基づいている。
高等批評の立場からは、正典福音書のうちマルコによる福音書が最も古くに書かれたものであるとされている。

## 概説
「福音」とは、古代ギリシア語: εὐαγγέλιον, euangelion に由来する言葉で、「良い（eu- エウ、"good"）知らせ（-angelion アンゲリオン、"message"）」 、"good news" という意味である。つまり、マラトンの戦いの勝利の伝令のような戦争の勝利や出産など、喜ばしいことを伝える手紙などを指した。イエス・キリストの十字架刑と復活（紀元後30年頃）の後、イエスの弟子（使徒）たちは｢神の国（支配）が到来した｣というイエスのメッセージを世界に広げるために布教を始めたが、これを弟子たちは「良い知らせ」と呼んだのである。四福音書中最初に書かれたと考えられるマルコによる福音書は、その冒頭を｢イエス・キリストの良い知らせの初め｣で書き出している。
イエスの言行録という意味でなく、「良い知らせ」という意味での福音という言葉の用例は、パウロの『コリントの信徒への手紙一』15:1にみられる。そこでパウロはイエスの死と復活こそが福音であるといっている。このことからもわかるように、福音書は単にイエスという人物の伝記や言行録ではなく、その死と復活を語ることが最大の目的となっている。
正典の福音書において見られるイエスの生涯における主な出来事としては以下のようなものがある。
- 誕生
- イエスの少年時代
- 洗礼者ヨハネによる受洗
- 荒野の誘惑
- 山上の説教
- ユダヤ各地での布教
- 変容
- エルサレムでの演説
- 最後の晩餐
- 逮捕
- 裁判
- 十字架刑
- 復活

福音書（福音）という言葉が現代のような特定の文学ジャンルを指すようになったのは2世紀のことであった。155年ごろのユスティノスの著作の中ではすでにこの用法が現れ、117年ごろのアンティオキアのイグナティオスもそのような意図で「福音」という言葉を用いていると見てもいいかもしれない。
イエスの十字架刑からの復活以降、いくつかの「福音書」が執筆されたが、その中で新約聖書に正典として受け入れられたのは四つであった。最初期のキリスト教神学者の一人、エイレナイオスは四つの福音書が特別な地位にあることを力説した。彼は著作『異端反駁』（Adversus Haereses）の中で、一つの福音書しか受け入れないキリスト者グループや新しい黙示文書を受容したヴァレンティアヌス派のようなグループを非難している。エイレナイオスは新約聖書の四福音書こそが教会の四つの柱であるという。「四つ以上でも以下でもない」と四が東西南北の四方位などをあらわす重要な数字であるという。エイレナイオスはさらに『エゼキエル書』1章にあらわれる四つの生き物（人の顔をしたもの、獅子、鷲、牡牛）を四福音書の予型であると見ている。ここから四福音書の福音記者のシンボルが生まれた。
　「福音」について、聖書の第１コリント人への手紙１５：３～５では、①キリストが私たちの罪のために死んだこと②葬られたこと③３日目に復活したこと④使徒たちに現れたこと、と定義している。また、ローマ人への手紙１：１６において、この「福音」は信じる者に救いを与える神の力であるとされている。

## 日本語訳
16世紀のキリスト教伝道以来、福音書も含めて聖書は様々に翻訳されてきた。キリシタン時代はイエズス会などのカトリック宣教会が日本で、19世紀にはプロテスタントの宣教師達が中国などの国外で日本語への翻訳事業を試みている。開国後はヘボンらが組織的な翻訳事業を起こし、その結果が明治元訳となった。その後、聖書協会の主導で大正改訳、口語訳、新共同訳などの改訳が作られ、これらが日本語の中で広く知られる翻訳となったが、聖書ことに福音書は多くの個人や組織によって日本語に翻訳されている。

## 金装福音経

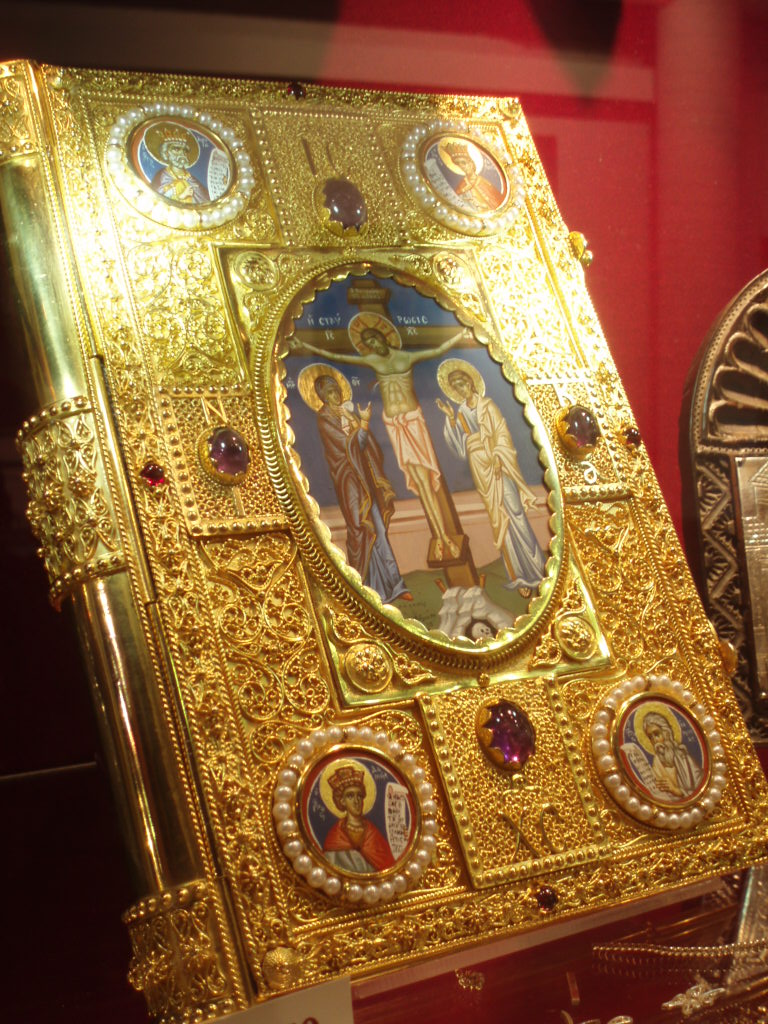
正教会の金装福音経（アテネの博物館で撮影）

正教会においては、福音経を金色などに装飾し、イコンも加えられる事が多い。これは視覚的な象徴表現を多用する正教会にあっては、福音経も視覚的な象徴表現の対象となり、教会にとって最も重要な経典でありかつイイスス・ハリストス（イエス・キリスト）の言葉・イイスス・ハリストスそのものを表す福音経は、奉神礼にあたって美しく示されて当然であると考えられてきた伝統に基づく。

## 外典福音書
新約聖書におさめられた福音書以外にも「福音書」と冠される著作が存在するが、これらは外典福音書と呼ばれる。外典福音書のほとんどは正典のものより後の時代に成立し、一部の信徒によってのみ用いられていたと考えられる。